# 投靠女與出走男
《投靠女與出走男》，由原田真人執導，大泉洋主演的日本古裝電影，2015年5月16日日本上映，4月於臺灣金馬奇幻影展「東瀛狂想」單元限定上映。
此片改編自井上廈的原著小說《東慶寺花だより》，為描述日本江戶時代後期受婚姻所苦的女子所發生的故事，以神奈川縣的東慶寺為主要舞台。

## 歷史背景
日本江戶時代鎌倉市內有一座東慶寺，是鎌倉幕府北條時宗未亡人所創建。原為男性止步且不涉外事的尼姑庵，但後來太多被丈夫暴力對待的女子前來寺廟求救，寺廟因而不得不伸出援手。該時期的女子沒有權力離婚，除非丈夫休妻，否則即使被暴力對待都必須忍耐終生，東慶寺漸漸成為求助女性的庇護所，而有了「緣切寺」（意即切斷姻緣之意）的名號。只要將個人身上任一物品拋入寺廟中，尼姑庵即會出手相救。
此種寺廟具有幕府承認之「婚姻調停」特權，亦可出面替女性提出離婚申請，但多數會先讓雙方對談以試著調解。若調解失敗，只要已婚婦女在寺內修行一定時間（一般為兩年），幕府即認定離婚之事實，雙方成為自由之身。

## 製作花絮
- 劇中御用宿（柏屋）布簾上的書法字全為片中演員樹木希林親筆所寫。[4]
- 片中的滿島光染黑齒、拔光眉毛為忠於史實之扮相。因江戶時代已婚或20歲以上女子，風行此種裝扮。另，根據學者考據，當時因防蛀牙的衛生技術尚未進步，因此使用一種名為「鐵漿」的液體塗在牙上以防止蛀牙，其為將生鐵浸在酒精中所酸化而成。[5]

## 主要角色
- 中村信次郎：大泉洋 飾
- 阿茹：戶田惠梨香 飾
- お吟：滿島光 飾
- 戸賀崎ゆう：內山理名 飾
- 田の中勘助：松岡哲永（日语：松岡哲永） 飾
- 法秀尼：陽月華 飾
- お勝：木村綠子 飾
- 利平：木場勝己（日语：木場勝己） 飾
- おゆき：神野三鈴（日语：神野三鈴） 飾
- 重蔵：武田真治（日语：武田真治） 飾
- 鳥居耀蔵：北村有起哉（日语：北村有起哉） 飾
- 近江屋三八：橋本潤 飾
- 石井与八：山崎一（日语：山崎一） 飾
- 清拙：麿赤兒 飾
- 風の金兵衛：中村嘉葎雄（日语：中村嘉葎雄） 飾
- 柏屋源兵衛：樹木希林 飾
- 堀切屋三郎衛門：堤真一 飾
- 曲亭馬琴：山崎努 飾
- 法光尼：大鳥麗 飾
- 法鈴尼：赤間麻里子（日语：赤間麻里子） 飾
- おせん：玄里（日语：玄里） 飾
- 為永春水：點點（日语：でんでん） 飾
- 鼻山人：井之上隆志（日语：井之上隆志） 飾
- 玉虫：宮本裕子（日语：宮本裕子 (女優)） 飾
- 水野忠邦：中村育二（日语：中村育二） 飾
- お種：松本若菜 飾

## 幕後人員
- 導演、編劇：原田眞人
- 製作總指揮：大角正
- 原案：井上廈《東慶寺花だより》
- 製片：榎望、升本由喜子、住田節子
- 攝影：柴主高秀
- 燈光：牛場賢二
- 美術：原田哲男
- 配樂：富貴晴美
- 剪接：原田遊人
- 出品：松竹
- 製作：「駆込み女と駆出し男」製作委員會

## 獎項

### 提名
- 第40回報知電影獎

最佳作品
最佳導演：原田眞人
最佳男主角：大泉洋
最佳女配角：戶田惠梨香、滿島光、樹木希林
- 第39回日本電影金像獎

最佳男主角：大泉洋
最佳女配角：滿島光

### 獲獎
- 第25回日本電影影評人大獎

最佳女配角：滿島光

## 評價
此片於日本上映後，獲得許多正面口碑。影評及觀眾評價多為「時代劇背景的古語及台詞（方言）雖然快速又多，但不減損觀影樂趣」、「演員詮釋恰如其分，令人又哭又笑」等。

## 外部連結
- 《投靠女與出走男》官方網站 （页面存档备份，存于）
- 投靠女與出走男的Facebook專頁
- 投靠女與出走男的X（前Twitter）
- 2016年金馬奇幻影展官方預告 （页面存档备份，存于）